# Kryoextraktion der Augenlinse
In der Ophthalmologie ist die Kryoextraktion eine Behandlungsmethode einer Katarakt, bei der ein spezielles medizinisches Instrument, die Kryoprobe, die flüssige Augenlinse einfriert und so als Ganzes intakt aus dem Auge zu entfernen ermöglicht. Die erstmalige Beschreibung der Extraktion der menschlichen Augenlinse durch Einfrieren wurde 1961 vom Tadeusz Krwawicz veröffentlicht.